# 三国志年代記
『三国志年代記』（さんごくしねんだいき）は、小説『三国志演義』の世界設定をモチーフに株式会社ジー・モードが制作した携帯電話向け歴史シミュレーションゲームである。
本項では関連作品についても記述する。

## 三国志年代記
iアプリ用ソフトとして2004年12月13日に発売。その後、武将・シナリオ・マップを大幅に追加したバージョン『三国志年代記DX』がiアプリ・EZアプリ・Vアプリ用ソフトとしてそれぞれ2005年4月1日、8月1日、8月17日に発売。また、ジー・モードが携帯電話ゲームを移植するプロジェクト「G-MODEアーカイブス」の第24弾としてNintendo Switch用ソフトが2020年12月3日に発売された。

### 概要
プレイヤーは三国志に登場する君主の一人を選択しプレイする。所属の武将を他勢力の領地に侵攻させ勝利した場合、自軍の領地となる。これを繰り返し、全ての領地を占領するか、全ての他勢力が消滅した地点でクリアとなる。逆に自君主が敗北した場合、ゲームオーバーとなる。

### 部隊
登場武将数は全100人。武力、知力、忠誠度の基本パラメータに加え、各種の特殊能力を持つ。

#### 基本パラメータ
- 武力：戦闘における攻撃力。
- 知力：領地統治度の上昇率、戦闘時の補助などに影響する。
- 忠誠度：武将が捕虜になった際の帰還(若しくは捕獲)判定に用いる。高いほど敵に捕らわれにくい。
- 能力：特定条件での戦闘力上昇が多いが、華佗など固有キャラのみが持つ特殊能力もある。

#### 部隊
- 君主：防御戦の場合武力が上昇する。フリーシナリオで初期配下に選択できない。
- 武将：一般的な将軍。
- 知将：戦闘時、自軍の部隊の武力が上昇する。
- その他：戦闘時の知力、武力などのサポートの他、様々な特殊能力を持つ。
- 部隊：兵卒。固有名称を持たず、武力、知力共に貧弱であるが、戦闘での勝利を重ねれば精鋭兵に進化する。
- 精鋭兵：初期配置では登場しない。部隊が進化した場合のみ登場する。部隊と比較してパラメーターが高く、特殊能力を有する場合もある。

### シナリオ
シナリオ1からシナリオ5までが存在する。ほぼ歴史上の年代順に設定され、時代が後になるほどゲームの難易度が上がる。
- シナリオ1：【年代記入門編】入門編。曹操、劉備、孫権が選択可能。
- シナリオ2：【群雄割拠】初級編。曹操、劉備、孫権、呂布、馬騰、劉璋、袁紹が選択可能。
- シナリオ3：【中原制覇】中級編。曹操、劉備、孫策、呂布、馬騰、劉璋、袁紹、袁術、劉表、公孫瓚が選択可能。
- シナリオ4：【赤壁の戦い】上級編。曹操、劉備、孫権、馬騰、劉璋が選択可能。
- シナリオ5：【三国志年代記】フリーシナリオの超上級編。全ての君主を選択可能。配下を君主が持つキャパシティ内で自由に選択可能。

### 戦闘
戦闘の判定には、武将の基本パラメータに基づき、ルーレットによるランダム判定で結果が決定される。数値の大きい方が勝利し、等しい場合、攻め込んだ勢力の勝利となる。ルーレットの回転は比較的緩やかなため、所謂『目押し』によってある程度結果を操作できる。

### 領地
領地
領地は大、中及び小の城と関があり、街道で繋がっている。また、大領地では部隊の補充が行える。滞在させられる部隊は領地の大小を問わず4部隊まで。なお、占領した領地には部隊を配置しなければ空地となる。
関
関は1部隊が滞在できる。関に移動した部隊は行動済みにならないため、ターン内に次の城に再度移動することもできる。
いずれの領地も統治度のパラメーターを持ち、高いほどシナリオクリア時の達成ランクが上がる。

### 達成ランク
達成ランクはシナリオクリア時の総合的成績で、以下のパラメーターの総合成績で決定される。良い順に皇帝、大師、大司馬、太尉などの称号が得られる。上位の称号を得た場合、隠し武将を使用できるようになる。
- 「領土」（保有数）
- 「時間」（クリアまでに要した年月）
- 「勝率」（戦闘での勝率）
- 「配下」（武将の保有数）
- 「手戻」（『一手戻る』（直前行動のキャンセル）コマンドの使用頻度）
- 「統治」（領地の統治度）

## 麻雀遊戯〜三国志年代記〜
『麻雀遊戯〜三国志年代記〜』（マージャンゆうぎ さんごくしねんだいき）は、Vアプリ用ソフトとして2005年2月1日に発売。
本作は歴史シミュレーションゲームではなく二人麻雀ゲームで、関羽、張飛、孔明の3人の相手から1人を選び対局を行う。

## 横山光輝 三国志年代記
『横山光輝 三国志年代記』（よこやまみつてる さんごくしねんだいき）は、iアプリ・S!アプリ版が2007年10月17日に、EZアプリ版が2008年3月13日に発売。

### 概要
前作『三国志年代記』のゲームシステムをもとにしつつ、横山光輝の漫画『三国志』を原作とするアニメ『横山光輝 三国志』の設定が加えられている。
プレイ中、一定の条件を達成すると『桃園の誓い』など、名場面が再現されることもある。前作に存在した一手戻りコマンドは廃止され、また、セーブ後にメインに戻って良い結果が出るまでキャンセルを繰り返す、いわゆるリセット技は不可能になっており、各行動に対してより慎重さが要求されるようになった。

### 部隊
登場武将数は全156人。前作のパラメータに加え、戦力、兵科が追加された。劉備、曹操、五虎将ら主役級の一部武将には横山光輝が作中で描いた武将像が添付される。

#### 基本パラメータ
- 戦力：部隊の耐久度。
- 武力：戦闘における攻撃力。
- 知力：領地統治度の上昇率に影響する。一部武将はこの数値で戦闘を行う能力を持つ。
- 忠誠度：武将が捕虜になった際の帰還（若しくは捕獲）判定に用いる。高いほど敵に捕らわれにくい。
- 能力：特定条件での戦闘力上昇など。貂蝉など固有キャラのみが持つ特殊能力もある。
- 兵科：兵科は歩兵隊、騎馬隊、弓兵隊がある。兵科はそれぞれジャンケンと同様の三竦みの優劣関係があり、戦闘に影響を与える。なお兵科の優劣は【歩＞騎＞弓＞歩】となる。

#### 部隊
- 君主：君主ボーナスにより戦力が基本値よりも高い。兵科を持たない（捕虜にして配下に加えた場合兵科を持つ）。フリーシナリオで初期配下に選択できない。
- 武将：一般的な将軍。
- 知将：様々な補助効果を持つ。
- 部隊：兵卒。シナリオ1～3で初期配置される。固有名称を持たず、武力、知力共に貧弱であるが、戦闘での勝利を重ねれば精鋭兵に進化し兵科、能力を持つようになる（能力の有無はランダム）。
- 精鋭兵：シナリオ4,5で初期配置される。部隊と比較してパラメーターが高く、兵科、能力を持つ（能力の有無はランダム）。ただし、前作と比較して能力上昇幅は低く設定されている。

### シナリオ
シナリオ1からシナリオ5が存在する。ほぼ歴史上の年代順に設定され、時代が後になるほどゲームの難易度が上がる。
- シナリオ1：【190年 反董卓連合】初級編。曹操、劉備、孫堅、馬騰、袁紹、袁術が選択可能。
- シナリオ2：【196年 群雄割拠】中級編。曹操、劉備、孫策、呂布、馬騰、劉璋、袁紹、袁術、劉表、公孫瓚が選択可能。
- シナリオ3：【208年 赤壁の戦い】上級編。曹操、劉備、孫権、馬騰、劉璋が選択可能。
- シナリオ4：【219年 三国鼎立】超上級編。曹操、劉備、孫権が選択可能。
- シナリオ5：【???年 英雄集結】フリーシナリオの超上級編。全ての君主を選択可能。配下を君主が持つキャパシティ内で自由に選択可能。

### 戦闘
前作同様、ルーレットによって結果を判定する。難易度によっては伏せた数字カードによって結果が判定されるようになり、目押しが行えなくなる。
本作の戦闘では、武力同士比較ではなく、武力で相手の戦力を減らすのが目的となった。
また、新たに伏兵及び(伏兵)看破のシステムが導入され、侵攻時、注意を要するようになった。

### 領地
領地の概念は前作と同様。本作では一旦領有した領地は部隊の有無にかかわらず、領有状態となる。

### 達成ランク
達成ランクの概念は前作同様。称号が一部変更され皇帝、大師、大司馬、大将軍、太尉、州牧などとなった。上位の称号を得た場合、隠し武将を使用できるようになるのは前作同様。一手戻りコマンドの廃止でこの行為に対する評価も廃止された。
- 「領土」(保有数)
- 「時間」(クリアまでに要した年月)
- 「勝率」(戦闘での勝率)
- 「配下」(武将の保有数)
- 「統治」(領地の統治度)

### 備考
「三国志年代記」シリーズではないが、本作と同じく『横山光輝 三国志』を題材とするジー・モードのミニゲーム集『横山光輝三国志 孔明の頭脳バトル』がiアプリ・S!アプリ・EZアプリ用ソフトとしてそれぞれ2008年5月1日、7月1日、9月4日に発売された。